# Simon Msuva
Simon Msuva (Dar es Salaam, Tanzania; 2 de octubre de 1993) es un futbolista de Tanzania que juega en la posición de delantero centro y que actualmente milita en el Al-Talaba SC de la Liga Premier de Irak.

## Carrera

### Club
| Periodo   | Club              |
| --------- | ----------------- |
| 2010-2011 | Azam FC           |
| 2011–2012 | Moro United       |
| 2012–2017 | Young Africans SC |
| 2017–2020 | Difaa El Jadida   |
| 2020–2021 | Wydad Casablanca  |
| 2022–2023 | Al-Qadsiah FC     |
| 2023      | JS Kabylie        |
| 2024      | Al-Najma          |
| 2024-     | Al-Talaba SC      |

### Selección nacional
Debutó con Tanzania el 15 de agosto de 2012 en un partido amistoso ante Botsuana y anotó su primer gol con la selección nacional el 24 de noviembre de 2015 en la victoria por 2-1 sobre Ruanda en la Copa CECAFA 2015.
Fue convocado para jugar en la Copa Africana de Naciones 2019 en Egipto, donde anotó un gol en la derrota por 2-3 ante Kenia.
También participó en la Copa Africana de Naciones 2023 donde anotó un gol en el empate 1-1 ante Zambia el 21 de enero de 2024.

## Logros
- Tanzanian Premier League: 2012–13, 2014–15, 2015–16, 2016–17
- Tanzania FA Cup: 2016
- Community Shield: 2013, 2014, 2015
- Botola: 2020–21